# Giacomo d'Incisa
Giacomo d'Incisa (... – 1379) è stato un vescovo cattolico italiano, vescovo di Acqui dal 1373 fino alla sua morte.

## Biografia
Proveniente dalla famiglia dei marchesi di Incisa, alla morte del suo predecessore Guido nel 1373 venne nominato dai canonici della cattedrale vicario capitolare; l'11 maggio dello stesso anno venne nominato vescovo di Acqui da papa Gregorio XI.
Dell'episcopato di Giacomo è pervenuto un solo documento datato al 6 settembre 1373 riguardante la  nomina del chierico Giovannino Carlevaris al rettorato dell'ospedale detto "dei balnei" ad Acqui.
Il 17 dicembre 1373 a San Giovanni di Bistagno Francesco, vescovo titolare di Megara, procedette all'ordinazione a chierico di un tale Giovanni De-Quiregio dichiarando che la diocesi si trovava vacante. Secondo l'analisi di Ravera questo però non stava a significare che il vescovo fosse già morto ma piuttosto che si trovasse al momento lontano dalla diocesi rendendo necessario che qualcuno lo sostituisse momentaneamente nelle sue funzioni.
Secondo Biorci l'episcopato di Giacomo terminò nel 1379, sicuramente con la sua morte.